# Маржанси
Маржанси (фр. Margency) — муниципалитет во Франции, в регионе Иль-де-Франс, департамент Валь-д'Уаз. Население — 2587 человек (1999). Муниципалитет расположен на расстоянии около 17 км севернее Парижа, 17 км восточнее Сержи.

## Демография
Динамика населения (Cassini и INSEE):